# Radoševići (Vrbovsko)
Pour les articles homonymes, voir Radoševići.
Radoševići est une localité de Croatie située dans la municipalité de Vrbovsko, comitat de Primorje-Gorski Kotar. En 2001, la localité comptait 29 habitants.

## Démographie
| 1948 | 1953 | 1961 | 1971 | 1981 | 1991 | 2001 |
| ---- | ---- | ---- | ---- | ---- | ---- | ---- |
| 85   | 87   | 79   | 69   | 49   | 43   | 29   |